# Chuon Nath

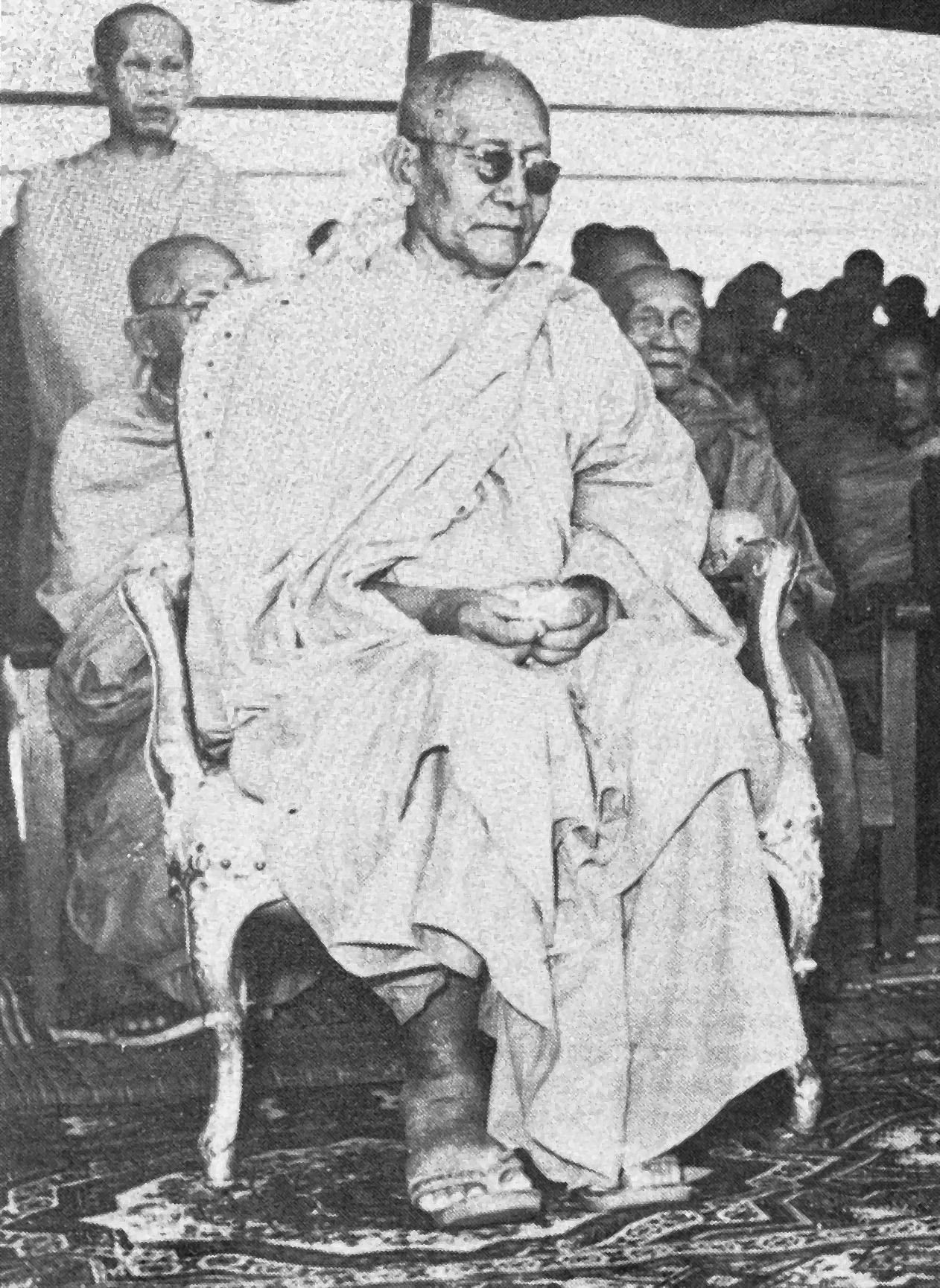
Chân dung đức tăng hoàng Chuon Nath vào năm 1961 (Phật lịch 2505)

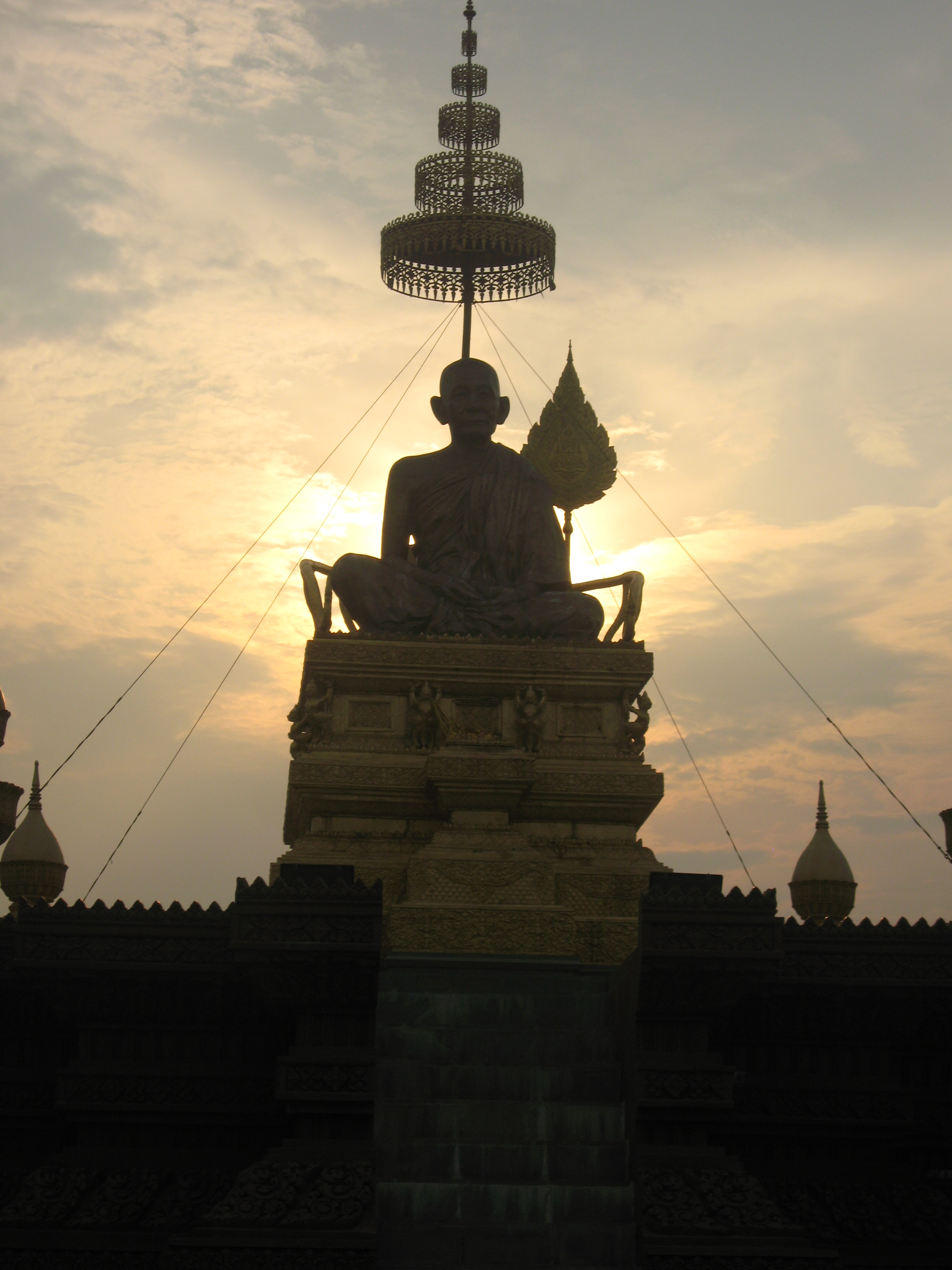
Tượng đài đức tăng hoàng Chuon Nath tại Phnom Penh (Đối diện Naga World 2)

Samdech Sangha Rājā Jhotañano Chuon Nath (tiếng Khmer: ជួន ណាត [cuən naːt]) là Đức Tăng Hoàng thứ IV của hệ phái Mahanikaya Vương quốc Campuchia. Trong số những thành tựu của ông là nỗ lực trong việc bảo tồn ngôn ngữ Khmer trong các hình thức của từ điển Khmer. Việc bảo vệ danh tính và lịch sử Khmer của ông dưới hình thức quốc ca như Nokoreach cũng nằm trong số những đóng góp của ông cho đất nước này.

## Tiểu sử
Chuon Nath sinh ngày 11 tháng 03 năm 1883 tại làng Komreang, xã Roka Kaoh, huyện Kong Pisei, tỉnh Kampong Speu, Campuchia. Là con của cụ ông Chuon và cụ bà Yuok với tên gọi là Chuon Nath, em trai của ông tên là Chuon Nuth. Ông học văn học và toán học từ thuở bé.
Năm 1904, ông trở về chùa cũ Bodhibriks để thọ Đại giới với Hòa thượng bổn sư là ông Đại lão Hòa thượng Buddhaghosa Ma Keit (Suvannapanno Mahathero). Hai thầy Yết ma tụng tuyên ngôn cho ông là Thượng tọa Keh Morn (Missanakau) và Thượng tọa In Khem (Tikkhapanno).
Chuon Nath được Hòa thượng Bổn sư ban cho pháp danh là Jhotañano. Sau Khi thọ giới Tỳ khưu, ông đã trở về chùa Ounalom để tiếp tục tu học.
Do năng khiếu bẩm sinh, từ lúc còn là một học tăng trẻ tuổi, ông Chuon Nath đã am tường nhiều ngôn ngữ châu Á. ông có thể truy nguyên gốc tích Pāli và Sanskrit không những trong tiếng Khmer, mà còn cả các thứ ngôn ngữ có liên quan, như: Tích Lan, Miến Điện, Mon, Thái, Lào (rất giỏi Tiếng Thái và Lào) và đặc biệt còn có thể sử dụng thành thạo tiếng Anh, Pháp (và một ít tiếng Việt). Chuon Nath là một thiên tài về ngôn ngữ học.
Năm 1912, ông nhận tước hiệu Giáo thọ sư (Sanghasattha) và được người Pháp gửi sang Hà Nội học một năm về tiếng Sanskrit và chữ Khmer cổ (từ các bia ký Angkor) với giáo sư Louis Finnot tại French University.
Năm 1913, ông trở về Campuchia.
Từ lúc còn rất trẻ tuổi, Chuon Nath đã sớm có những ưu tư về tiền đồ Phật giáo và văn hóa dân tộc. Từ năm 1913, ông đã được Quốc Vương Campuchia thời là Vua Sisowath mời vào hoàng cung bàn thảo chương trình khai đạo và đào tạo tăng tài cho Phật giáo. Chuon Nath đã đề đạt lên vua nhiều sáng kiến quan trọng.
Năm 1915, ông được bổ nhiệm làm Giảng sư Trường Cao đẳng Pāli, tức tiền thân của Đại học Phật giáo Campuchia sau này là Soramarit University (thành lập 1960).
Năm 1919, ông được thỉnh tham gia Hội đồng biên soạn bộ từ điền Khmer đầu tiên của Campuchia có giá trị hàn lâm. Chính ông đã chia công trình ra thành nhiều phần để lần lượt hoàn chỉnh từng công đoạn. Bộ từ điển (gồm hai quyển lớn, trên 2.000 trang) sau khi hoàn tất vào thập niên 60 thế kỷ XX đã trở thành báu vật văn hóa dân tộc Khmer và cho đến nay vẫn được xem là bộ từ điển tiêu chuẩn của ngôn ngữ Khmer có giá trị quốc tế. Ngay khi hòa bình vãn hồi trên đất nước Campuchia sau đại nạn hủy diệt văn hóa của Pol Pot, Chính phủ Nhật Bản đã cho in lại bộ Đại Tạng Kinh tiếng Khmer và cả bộ từ điển trên.
Năm 1969 ông qua đời, hưởng thọ 86 tuổi đời, 65 tuổi đạo. Tro cốt của ông được tôn cất tại chùa Ounalom ở Campuchia.
Được biết có khá nhiều vị Trưởng lão Hệ phái Nam tông Kinh là để tử do đức Tăng Hoàng trực tiếp truyền giới, trong đó có: Bậc khai sáng Hệ phái Nam tông Kinh là Hòa thượng Hộ Tông.

## Sở thích
1. Thông thường ông rất thích dùng trầu cau, không hút thuốc lá. Ở độ tuổi 20 đến 30, một số người từng thấy ông thỉnh thoảng có hút thuốc lá, nhưng rất ít. Lúc lên tuổi 40, người ta nhận thấy ông càng ngày càng thích dùng trầu cau hơn.
2. Khi bị cảm cúm, ho và sổ mũi, thường thấy ông hút thuốc Bắc bằng tẩu. Ông nói rằng bệnh cảm này chỉ có hút thuốc Bắc mới nhanh bình phục, thậm chí còn khỏi cả viêm xoan mũi nữa.
3. Ông có sở thích dùng món canh Salok, Proher, Kokor (món canh nhiều rau có thêm chút mắm), đặc biệt ông không thích dùng thịt. Ba món ăn nói trên thường được nấu với cá sấy khô. Nếu không có thực phẩm sẵn thì ông vẫn thích món ăn đạm bạc hơn. Chẳn hạn như cá sấy khô dầm nhuyển, gỏi Krosang, v.v...Ông không thích dùng quá nhiều đồ ngọt, chỉ uống một ít cà phê, nước ngọt. Ông thường xuyên dùng trà và đường.
4. Ông rất đam mê trồng cây cảnh có nhiều tán lá như cây bạch dương. Ông trồng cây cảnh để trong chậu được hơn 100 cây. Thậm chí cả cây ăn trái, cây tạp ông cũng thích trồng,v.v., điển hình như cây cảnh được trồng dọc theo hàng rào chùa Ounalom và chùa Pothiprek.

## Hoạt động ở trong nước
Năm 1925, Chuon Nath là thành viên trong Hội đồng ấn hành Đại tạng kinh tiếng Khmer.

Năm 1926, ông được thỉnh vào chức danh Chánh chủ khảo các kỳ thi Phật học thường niên của Chư tăng toàn quốc trên hai ngôn ngữ Pháp và Khmer.

Năm 1927, Bộ từ điển tiếng Khmer hoàn tất được hai phần đầu và ông cho ấn hành ngay năm này. Từ đó cho đến lúc viên tịch, ông đã đảm nhiệm trọng trách cả hai lĩnh vực Phật học và Văn hóa.

Năm 1927, ông là thành viên sáng lập Viện nghiên cứu Phật học Hoàng gia Campuchia (Royal Buddhist Institute).

Năm 1930, ông đảm nhiệm chức danh Phó hiệu trưởng Trường Cao đẳng Pāḷi, thành viên cao cấp của Hội đồng phiên dịch Đại Tạng Kinh Khmer.

Năm 1932, ông đảm nhiệm chức danh Chủ tịch Hội đồng Nghiên cứu Cổ Ngữ Khmer trên các di tích Angkor để bổ sung tiếng Khmer hiện đại.

Năm 1933, ông là Trưởng ban ấn hành của Bộ Giáo dục Vương quốc Campuchia.

Năm 1934, ông là thành viên Viện Ngôn ngữ học Hoàng gia.

Năm 1935, ông là Giáo sư tiếng Pāli, Sanskrit, Khmer, và Lào tại Trường Đại học Preah Sisowath ở Phnom Penh.

## Hoạt động ở nước ngoài
Năm 1931 (PL. 2475), Trưởng đoàn phái bộ Tăng già Campuchia đến thủ đô Viêng Chăn và Luông Pha Băng, Lào cùng tham dự lễ khánh thành Viện Phật Học Lào để thảo luận nghiên cứu học tập Pali (đặc tiểu khu Phật học ở Lào).

Năm 1933 (PL. 2477), Trưởng đoàn phái bộ Tăng già Campuchia xuống du hành hỏi thăm các ngôi chùa của người Khmer Krom ở vùng đất Cochinchine (Nay thuộc 06 tỉnh Miền tây Nam Bộ - Việt Nam).

Năm 1939 (PL. 2483), Ông dẫn đoàn phái bộ Tăng già Campuchia sang Lào một lần nữa, trong cuộc họp của Hội đồng Viện Phật học Lào và nghiên cứu cho các trường học tiếng Pali ở Lào. Đế nhắc nhở người dân Lào học và thực hành theo chánh pháp, noi gương theo cách thực hành Phật giáo của Campuchia. Dân chúng trên khắp đất nước và các tỉnh của Vương quốc Lào đã chú tâm nghiên cứu và thực hành theo con đường Phật dạy.

Năm 1943 (PL. 2487), Ông là Công ước Viên về quan hệ ngoại giao của trường Pháp ở Viễn Đông. Năm 1949, ông đã trở thành Công ước Viên danh dự của trường này từ đó vể sau.

Năm 1950 (PL. 2494), Trưởng đoàn phái bộ Tăng già Campuchia đến tham gia hội nghị thành lập Hiệp hội Phật giáo trên toàn thế giới ở thủ đô Colombo, Sri Lanka.

Năm 1953 (PL. 2497), Trưởng đoàn phái bộ Tăng già Campuchia trong việc cố vấn thành công và chọn ngày Kiết tập Kinh điển kỳ VI tại Miến Điện lần I.

Năm 1954 PL. 2498), Trưởng đoàn phái bộ Tăng già Campuchia trong Đại hội Kiết tập Kinh điển kỳ VI tại Yangon, Miến Điện lần II. Ông là thành viên tối cao trong Hội đồng Tôn đức Chứng minh, một trong 04 vị Trưởng lão Cố vấn tối cao cho Đại hội Kiết tập.

Năm 1955 PL. 2499), Trưởng đoàn phái bộ Tăng già Campuchia trong Đại hội Kiết tập Kinh điển kỳ VI tại Yangon, Miến Điện lần III và bế mạc Đại hội thường niên.

Năm 1959 PL. 2503), Trưởng đoàn phái bộ Tăng già Campuchia đến thủ đô Jakarta, Samarinda, Java, Indonesia tham dự lễ Phật Đản.

Năm 1959 PL. 2503), Ông đến tham dự lễ khánh thành ngôi Chánh điện và đồng thời làm Hòa Thượng tế độ cho 03 công dân nước Indonesia.

## Chức vụ
Năm 1942, ông là hiệu trưởng Trường Cao đẳng Pāḷi Buddhika Vidyalay Preah Soramrit.

Năm 1944, ông được bổ nhiệm Trụ trì chùa Ounalom.

Năm 1945, ông đăng quang ngôi vị Tăng hoàng Vương Quốc Campuchia.

Năm 1947, ông là Phó Quyền trưởng Bộ Giáo dục Campuchia.

Năm 1948, ông là chủ Tịch Hội đồng Kiểm duyệt Văn hóa Hoàng gia.

Năm 1961, ông đáp lời thỉnh mời của Hội Văn Sĩ (Khmer Writers Associattion), đảm nhận mục giải đáp Ngôn ngữ trên đài phát thanh vào ngày thứ Sáu hằng tuần.

Năm 1968, ông là Trưởng ban ấn hành Sử học.

Năm 1969, ông được thỉnh mời phác họa Quốc kỳ Campuchia.

## Giáo phẩm
Năm 1910 (PL. 2454), ông được bổ nhiệm Giáo phẩm là "Palat Sakhayabut" tại chùa Ounalom.

Năm 1912 (PL. 2456), ông được bổ nhiệm Giáo phẩm là "Preah Kru Sangka Setha" (Chức cao nhất của Đức Tăng Hoàng Nil Teang)

Năm 1931 (PL. 2475), ông được thăng chức là "Preah Sasanak Sophon"

Năm 1940 (PL. 2484), ông được thăng chức là "Preah Buddh Khosacha"

Năm 1944 (PL. 2488), ông được thăng chức là "Preah Pothivong"

Năm 1948 (PL. 2492), ông được thăng chức cao nhất là "Preah Maha Somethea Dhipati" Tăng Hoàng hệ phái Mahanikaya.

Năm 1950 (PL. 2494), ông tiếp tục được thăng chức là " Samdech Preah Maha Somethea Thipadey" Tăng Hoàng hệ phái Mahanikaya.

Năm 1954 (PL. 2498), ông được Nhà nước Miến Điện thăng chức là "Agga Maha Bondith"

Năm 1957 (PL. 2501), ông được Nhà nước Miến Điện tiếp tục thăng chức là "Preah Aphithacha Maharatha Karu" là chức danh tối cao của Miến Điện.

Tháng 02 năm 1964 (PL. 2508), ông được Hội Văn sĩ bổ nhiệm là "Đại văn hào" và là thành viên danh dự của Hội Văn sĩ Khmer.

Năm 1963 (PL. 2507), ông được Cố Quốc Trưởng Sihanouk thăng chức là "Samdech Preah Sangha Raja-IV".

Ngày 28 tháng 05 năm 1967 (PL. 2511), ông nhận được Bằng Tiến Sĩ Văn học chính thức từ Quốc Trưởng Sihanouk của trường Đại học Nhân văn Phumin.

## Công tác xã hội và phật sự
Ngoài việc nghiên cứu kinh điển ra. Ông còn làm rất nhiều việc công ích khác, trọn đời chỉ để cống hiến cho xã hội và Phật pháp. Nhìn chung, kể từ năm 1925 (Ất Sửu PL. 2470), ông đã tài trợ xây dựng chùa Pothiprek (gọi là chùa Polayom), tại xã Rolaing Ken, huyện Kandal Stueng, tỉnh Kandal giáp ranh với xã Roka Koh, huyện Kong Pisei, tỉnh Kampong Speu là quê quán cũ của ông như sau:
- Ông đã mua đất hơn 03 héta xung quanh, để mở rộng khuôn viên chùa cho lớn hơn so với ban đầu.
- Tài trợ làm các tuyến đường nối quốc lộ đến chùa Sophi và chùa Pothiprek, đoạn đường khoảng 03 km.
- Xây dựng một ngôi Chánh điện bằng bê tông cốt thép, Trường trung học Pali (Phật giáo tiểu học), tổ chức lại toàn bộ khuôn viên chùa Pothiprek mang phong cảnh hiện đại.
- Xây dựng một cây cầu lớn và một cây cầu bê tông nhỏ bắt qua sông, ranh giới giữa xã Rolaing Ken và xã Roka Koh.
- Tài trợ xây dựng 03 trường tiểu học phổ cập Hòa thượng Sophi Bodhiprek, từ năm 1948 cho đến khi trường lên cấp Trung học phổ thông dành cho con cháu Phật tử chùa Sophi và Bodhiprek học tập.
- Tài trợ làm một con đường bằng đất sỏi để dân chúng đi lại dễ dàng.
- Ông đã mua 3.5 héta đất dành để làm giáo phận sau này.
- Ông đã xây dựng một cổng Chùa và một hàng rào bằng bê tông cốt thép.
- Ông đã xây dựng một Tịnh xá bằng bê tông cốt thép.
- Ông đã chỉ đạo đào một cái hồ rộng 100 mét vuông, ở góc ngã ba đường ra quốc lộ gần khu vực trung tâm phố Roka Koh.
- Giúp xây dựng 03 giếng bơm nước bằng tay cho dân chúng.
- Xây dựng một phòng khám trẻ sơ sinh (phòng hộ sinh) bằng bê tông cốt thép.
- Xây dựng một bức tường bê tông, dài 100 mét, rộng 52 mét, bao quanh hai bệnh viện này.
- Xây dựng một tòa nhà Bảo tháp được bao quanh bởi bức tường bê tông này.
- Xây dựng hai tòa nhà bê tông bên ngoài bức tường, Thương xá dành cho Tăng Ni.
- Ông được Đức vua Norodom Sihanouk ủy thác cho xây dựng một con đập dài 900 mét và rộng 800 mét.
- Tài trợ thực phẩm cho công dân đấp đập vì lợi ích phòng khám trẻ sơ sinh trong tương lai (xây dựng ở làng Sre Bantei, phố Rokakoh).
- Ông đã bố thí mảnh đất của ông đã mua, ban cho Chính phủ Hoàng Gia Campuchia để xây dựng sở cảnh sát và đội bảo Hoàng, v.v.
- Ông khởi xướng ý tưởng thành lập Hiệp hội xây dựng thương xá cho Tăng Ni ở Phnom Penh.
- Xây dựng ngôi Chánh điện lớn nhất Campuchia ở chùa Ounalom gồm 03 tầng, vào năm 1956 (PL. 2499).
- Ông đã xây dựng Kim Bảo tháp Xá lợi Phật Thích Ca Mâu Ni ở phía đông nhà ga, Phnom Penh.
- Tài trợ việc đưa Tăng sinh để đi du học như Ấn Độ, Miến Điện, v.v
- Thành lập khóa học kỷ luật đối với các học viên Khmer trên khắp đất nước Campuchia.
- Thành lập nền giáo dục đạo đức ở chùa Ounalom hoặc những ngôi chùa khác có nhiều thanh thiếu niên đang trú ngụ tại chùa.
- Xây dựng đài hỏa táng trong chùa Ounalom được Oknha Tan Mao tài trợ xây dựng đầu tiên ở Campuchia, vào năm 1953.
- Xây dựng một trai đường cho Chư Tăng sử dụng trong tổ chức tập hợp Đại hội đồng Chư Tăng, được tài trợ bởi thiện nam Lý Sun Nguon và tín nữ Tan Sibi.
- Tổ chức học và thi tụng Giới bổn (Pātimokkha) bằng tiếng Pali.
- Ông chỉ định thành lập Ban Trị sự Tăng Ni và Cư sĩ Phật tử để điều phối sắp xếp một ngôi chùa cho có hệ thống tổ chức tốt. Được áp dụng hiểu quả từ năm 1955 đến nay.

## Chương trình thường nhật
Thời gian làm việc và độ ngọ, ông thực hiện rất đều đặn. Ông dành thời gian khá nhiều cho việc nghiên cứu Kinh điển, biên soạn sách như Từ điển tiếng Khmer cho đến đêm khuya.
Buổi sáng từ 6 giờ đến 7 giờ, ông dùng điểm tâm sáng. Vì bận rộn Phật sự đôi lúc nhận thấy ông dùng điểm tâm không đều đặn như độ ngọ.
Khi ông đang bận rộn biên soạn tài liệu, nếu có khách thập phương đến viếng đảnh lễ ông, thì ông trực tiếp đến tiếp khách ngay, nhưng không dành thời gian tiếp khách lâu vì có nhiều Phật sự cần phải làm. Nếu ngày nào ông có thời gian rãnh nhiều và có Chư Thiện nam, Tín nữ, Tăng Ni đến viếng đảnh lễ ông, thì ông niềm nở tiếp khách thăm hỏi. Sau đó ông hướng dẫn, thuyết giảng về Đời lẫn Đạo trong thời gian kéo dài từ 4 đến 5 giờ, thậm chí đến thâu đêm. Nhưng Ông không hề than thở mệt nhọc, nhức tay chân hoặc buồn ngủ, miễn sao Chư Thiện nam, Tín nữ, Tăng Ni chịu khó ngồi chú tâm lắng nghe ông thuyết giảng. Điều này chỉ xảy ra khi ông có thời gian rãnh và sức khỏe tốt.
Ở độ tuổi từ 30 đến 60. Vào buổi tối ông thường xuyên có chương trình giảng dạy cho tu sĩ từ 20 đến 30 vị. Các tu sĩ trong tịnh xá của ông và một số tịnh xá khác đến học. Địa điểm giảng dạy tại Trường cao đẳng Pali vào buổi tối này, nay trở thành Trường trung cấp Phật giáo Soramarith.

## Mầu nhiệm trước khi ông lâm bệnh
Vào thứ Tư, ngày 10 tháng 09 năm 1969 (Nhằm ngày 29 Tháng 07 năm Kỷ Dậu PL. 2512), ông triệu tập hàng đệ tử đến và nói rằng: "Đêm qua tôi chiêm bao rất kỳ lạ, nhìn thấy cặp Bảo tháp trên bầu trời hướng đông bắc bay về phía tôi ngồi ở ban công phía trước Bảo tháp sáng óng ánh như vàng. Khi chúng càng đến gần thì bảo tháp nhỏ hơn bị biến mất. Bảo tháp còn lại tiến về gần tôi, tôi vươn tay ra đón nhận và làm tôi thức dậy đột ngột vào 04 sáng".
Ông thuật lại giấc chiêm bao này vào lúc mở Đại hội Tăng già để lập Ủy ban Kỷ luật vào thứ Bảy, ngày 13 tháng 09 năm 1969 (Nhằm ngày mồng 02 tháng 08 năm Kỷ Dậu PL. 2512). Ông bảo rằng Ủy ban Kỷ luật của chúng ta đang thiếu thốn kinh điển trầm trọng. Vì vậy, chúng ta cần phải thành lập lại Ủy ban Kỷ luật mới để tập hợp tổ chức lại kinh điển được trích ra từ quyển Luật tạng tiếng Pali và vi diệu pháp để sắp xếp theo cấp độ I,II,III dành cho lớp luật Phật giáo.
"Quan điểm về giấc chiêm bao thấy cặp bảo tháp, sẽ là điềm tốt báo rằng Ủy ban kỷ luật của chúng ta sẽ thành công rực rỡ". Giấc chiêm bao này của ông xem như là một mầu nhiệm rất kỳ lạ.
Một mầu nhiệm khác xảy ra vào lúc 20 giờ - 22 giờ, ngày 24 và 25 tháng 09 năm 1969 (Nhằm ngày 13 và 14 tháng 08 năm Kỷ Dậu PL. 2512) quầng hào quang bao quanh mặt trăng hàng giờ.

## Huân chương
Các huân chương ông nhận được như sau:
- Năm 1917 (P.L 2461), Huân chương Asarithi Moni Sarapharana, Campuchia (អស្សឫទ្ធិមុនីសារភរណ៍)
- Năm 1923 (P.L 2467), Huân chương Asarithi, Campuchia (អស្សឫទ្ធិ)
- Năm 1932 (P.L 2467), Huân chương Asarithi Một triệu voi và Svetachhat, Lào (អស្សឫទ្ធិដំរីមួយលាន និងស្វេតច្ឆត្រ)
- Năm 1937 (P.L 2481), Huân chương Viện hàn lâm khoa học, Pháp (សេនានៃបណ្ឌិតសភា)
- Năm 1942 (P.L 2486), Huân chương Rithi de la lesion doner, Pháp (ឫទ្ធិដឹឡាឡេស្យុងដូណ្ណើរ)
- Năm 1944 (P.L 2488), Huân chương Sena, Campuchia (សេនា)
- Năm 1948 (P.L 2492), Huân chương Sena de la lesion doner, Pháp (សេនាដឹឡាឡេស្យុងដូណ្ណើរ)
- Năm 1962 (P.L 2505), Huân chương Moha Sereywuth, Campuchia (មហាសិរីវឌ្ឍន៍)
- Năm 1963 (P.L 2506), Huân chương Moha Sereywuth Sovathara, Campuchia (មហាសិរីវឌ្ឍសុវត្ថារា)
- Năm 1969 (P.L 2513), Huân chương Jetopakar (huân chương cao nhất), Campuchia (ជាតូបការ)

## Tác phẩm
Ông đã biên soạn và in ấn kinh kệ rất nhiều, gồm cả kinh điển viết tay trên lá cọ. Đặc biệt là những cuốn sách mà ông đã biên soạn và dịch từ Pali thành Khmer ngữ cho Phật tử học tập. Trong đó có một số cuốn sách rất hiếm và hữu ích cho thế hệ sau này như:
Ngôn ngữ học (Cải cách ký tự và ngôn ngữ Khmer)

1. Từ điển Khmer (Quyển 1,2). Xuất bản nhiều lần trong năm 1917 (PL.2461).

2. Ngữ pháp tiếng Pali (Quyển 1,2). Xuất bản nhiều lần trong năm 1918 (PL.2462).

 Quốc ca

1. Nokoreach 

Phật giáo

1. Nền tảng Phật giáo.

2. Luật Xuất Gia (Quyển 1,2) 
3. Luật Sadi.Xuất bản trong năm 1917 (PL.2460) với sự đóng góp cao cả của vị 02 Trưởng lão Oum Xum và Hout Tat

4. Nhựt hành của người tại gia tu Phật. Xuất bản trong năm 1926 (PL.2468) với sự đóng góp cao cả của vị 02 Trưởng lão Oum Xum và Hout Tat

5. Cư sĩ thực hành. Xuất bản trong năm 1928 (PL.2470)

6. Vi Diệu Pháp vấn đáp

7. Thanh Tịnh kinh

8. Tứ Diệu Đế

9. Bát Chánh Đạo

10. Thập Độ Ba-la-mật

11. Thiền Định

12. Pháp trích yếu. Xuất bản trong năm 1957 (PL.2500)

13. Phật ngôn

14. Triết lý về Nghiệp

15. Phật giáo chánh lời Phật thuyết,
16. Sơ thiền tâm
 v.v.